# Nowy Kurier Warszawski

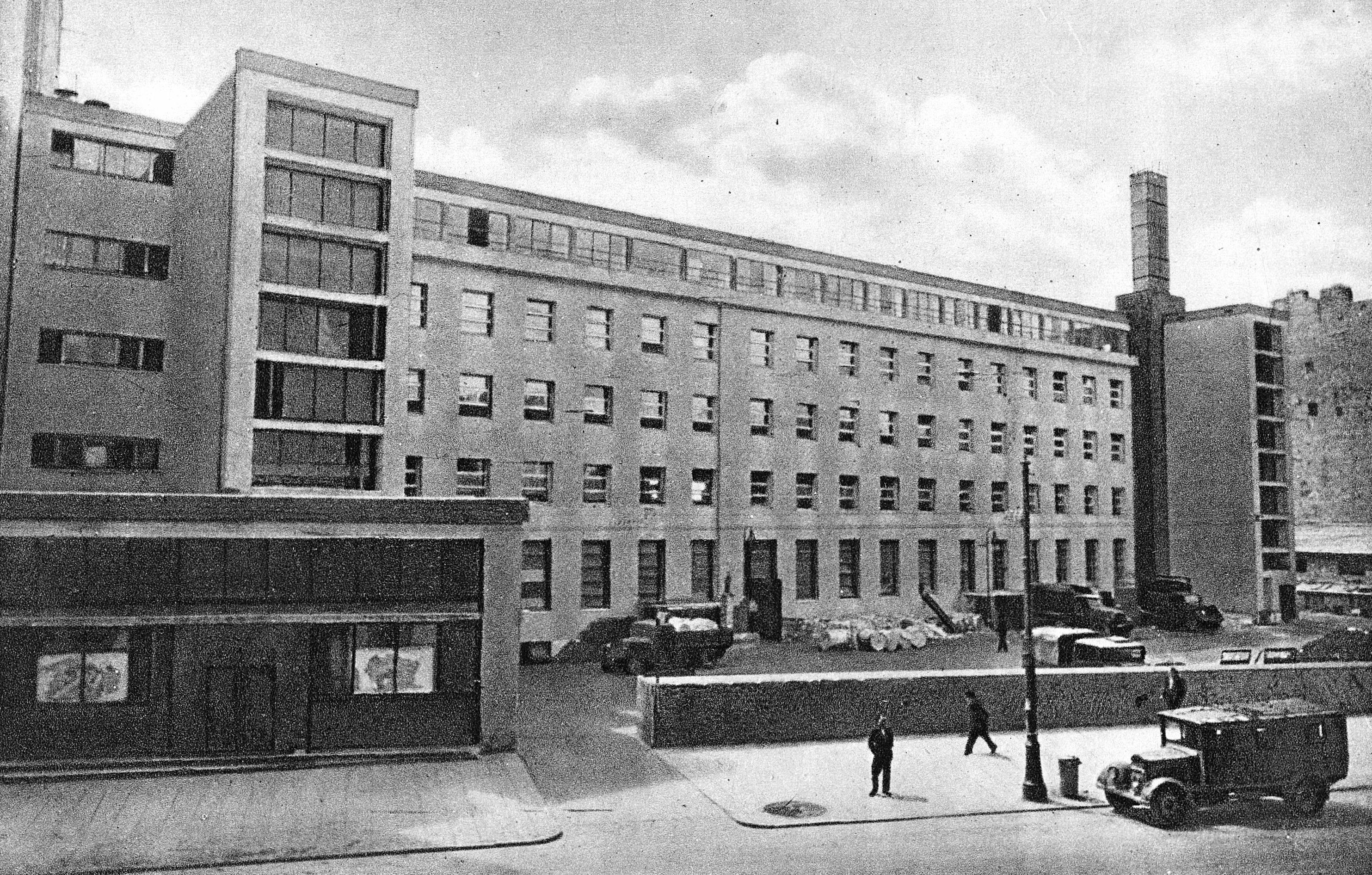
Dom Prasy przy ul. Marszałkowskiej 3/5, w czasie okupacji siedziba redakcji i drukarni „Nowego Kuriera Warszawskiego”

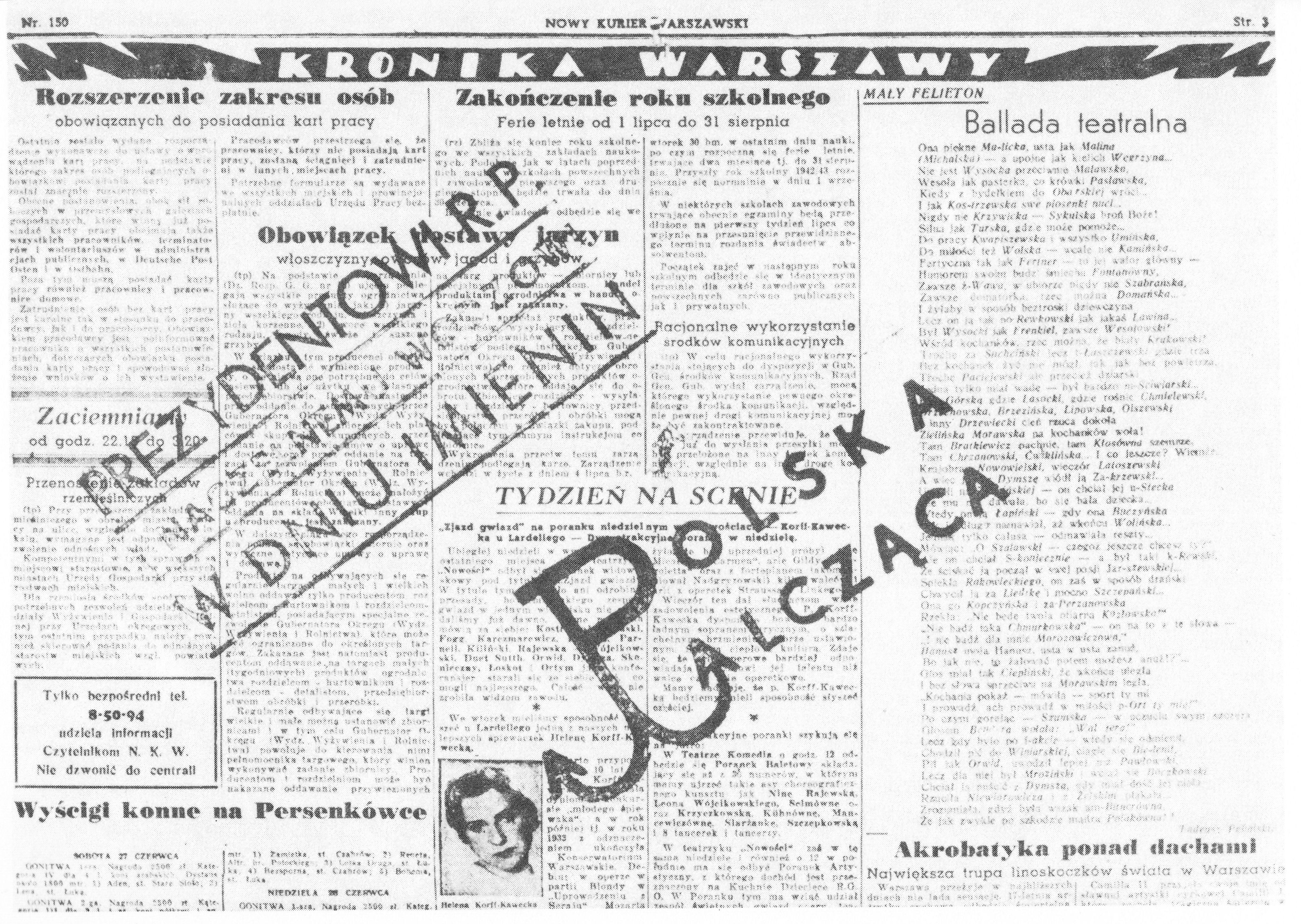
Egzemplarz „Kuriera” z 27 czerwca 1942 ostemplowany przez członków „Wawra” życzeniami imieninowymi dla Prezydenta RP Władysława Raczkiewicza i Naczelnego Wodza Władysława Sikorskiego

Nowy Kurier Warszawski – niemiecki polskojęzyczny dziennik informacyjno-propagandowy wydawany przez władze okupacyjne Generalnego Gubernatorstwa początkowo w Łodzi, następnie w Warszawie, a po powstaniu warszawskim ponownie w Łodzi. Ukazywał się od października 1939 do stycznia 1945. Był kolportowany w dystrykcie warszawskim.
Siedziba redakcji i drukarnia „Kuriera” w Warszawie mieściła się w Domu Prasy przy ul. Marszałkowskiej 3/5.

## Historia
Gazeta, określana przez Polaków jako gadzinówka (również gadzinowiec, szmata, szmatławiec, kurwar i ścierwoniak), zaczęła ukazywać się po zamknięciu przez władze okupacyjne wszystkich polskich gazet warszawskich. Nawiązywała nazwą do popularnego „Kuriera Warszawskiego”, próbując wywołać wrażenie, że stanowi ona kontynuację przedwojennego dziennika. Słowo „Nowy” specjalnie złożono małą czcionką.
Pierwszy numer „Kuriera” ukazał się w środę 11 października 1939. Początkowo był on wydawany w Łodzi, następnie od 23 listopada 1939 do powstania warszawskiego w Warszawie. Do 23 października 1939 dużą część tekstów stanowiły tłumaczenia z wydawanego w Łodzi niemieckiego dziennika „Deutsche Lodzer Zeitung”. Władzom niemieckim nie udało się namówić do współpracy znanych dziennikarzy, a osoby, które się na to zdecydowały, zostały objęte towarzyskim bojkotem.
„Nowy Kurier Warszawski” był narzędziem indoktrynacji mającej na celu wywołanie pożądanej przez okupanta postawy Polaków względem Niemców. Wykorzystano w nim m.in. informacje o zbrodni katyńskiej, relacjonując wydarzenia z frontów usiłowano ukryć prawdę o klęskach na froncie wschodnim, a winą za katastrofę lotniczą 4 lipca 1943 obarczono Wielką Brytanię. „Kurier” pisał także m.in. o aferach finansowych i obyczajowych sanacyjnych rządów oraz intymnych szczegółach z życia prywatnego przedwojennej elity władzy. Pierwsza strona dziennika zawsze zawierała komentarze na temat wydarzeń politycznych i sytuacji na frontach, podkreślając sukcesy niemieckiego oręża oraz dobroczynny charakter niemieckich rządów w okupowanej Europie.
Polska prasa konspiracyjna wielokrotnie wzywała do bojkotu prasy gadzinowej, przede wszystkim w dniach ważnych rocznic (po raz pierwszy 15 lipca 1940). 1 września 1940 sprzedano tylko 50% nakładu „Kuriera”. Gazeta była jednak kupowana, przede wszystkim z powodu ogromnego niedosytu informacji i ograniczonego dostępu do polskiej prasy konspiracyjnej. Zawierała ona także wiele istotnych i przydatnych na co dzień informacji, m.in. zarządzenia władz Generalnego Gubernatorstwa, komunikaty dotyczące racji żywieniowych i produktów na kartki, sprawozdania władz i instytucji miejskich, ogłoszenia o poszukiwaniu pracy, repertuar kin i teatrzyków, recenzje z premier, przepisy kulinarne, porady prawne oraz nekrologi (w tym dotyczące osób, które zostały zamordowane przez Niemców). W grudniu 1940 wprowadzono jednak zakaz używania w nekrologach publikowanych w „Kurierze” określenia „zmarł nieoczekiwanie”, a w lutym 1941 – słowa „prochy”. „Nowy Kurier Warszawski” był kupowany także z powodów bardzo prozaicznych – trudności z zaopatrzeniem się w okresie okupacji w papier toaletowy i papier do pakowania.
W ramach akcji odwetowej za egzekucję 50 więźniów Pawiaka, 24 października 1942 oddział Gwardii Ludowej pod dowództwem Mieczysława Ferszta ps. „Młot” wrzucił przez okno od strony ul. Polnej granaty do hali maszyn drukarni „Kuriera” przy ul. Marszałkowskiej 3/5. W ramach akcji małego sabotażu dwukrotnie (27 czerwca 1942 i 27 czerwca 1943) część nakładu „szmatławca” została ostemplowana życzeniami imieninowymi dla Prezydenta RP Władysława Raczkiewicza i Naczelnego Wodza Władysława Sikorskiego, a raz – 15 sierpnia 1943 – pieczęcią z tekstem „Niech żyją Polskie Siły Zbrojne”.
Pierwszego dnia powstania warszawskiego budynek Domu Prasy został zaatakowany od strony ulicy Polnej przez 1108 pluton Dywizjonu „Jeleń” pod dowództwem ppor. Karola Wróblewskiego ps. „Wron”. Atak zakończył się jednak niepowodzeniem, a zdziesiątkowany pluton wycofał się na Pole Mokotowskie, a następnie w rejon placu Politechniki. Wśród poległych była m.in. Krystyna Krahelska.
Nakład „Kuriera” wynosił ok. 200 tysięcy egzemplarzy. Wychodził sześć razy w tygodniu. Ostatni numer „NKW” ukazał się 17 stycznia 1945.
Po wojnie osądzono i skazano za kolaborację 15 byłych pracowników „Nowego Kuriera Warszawskiego”. Wśród nich był m.in. Alfred Szklarski.